# Anubis unifasciatus
Anubis unifasciatus là một loài bọ cánh cứng trong họ Cerambycidae.